# Lola T95/30
Lola T95/30 è un'automobile monoposto sportiva di Formula 1 progettata dagli ingegneri Chris Saunders e Julian Coopers per il team Lola con lo scopo di partecipare alla stagione di Formula 1 1995.

## Contesto e sviluppo
Lola ha una lunga tradizione come fornitore di telai da corsa sin dal suo inizio nel 1957. Dal 1962 i modelli Mk4 furono inseriti nel campionato mondiale di Formula 1 dallo Yeoman Credit Racing Team per John Surtees e Roy Salvadori. La partenza è stata molto soddisfacente quando Surtees ha conquistato la pole position al Gran Premio d'Olanda, il primo evento in cui è stata iscritta una Lola. L'anno successivo Lola fornì i telai alla Reg Parnell Racing, senza però ottenere risultati di rilievo. La casa britannica si presentò solo saltuariamente nel campionato del mondo di Formula 1 (un solo ingresso nel 1967 e un solo impegno nel 1968).
Tuttavia, nel 1967, Honda subappaltò a Lola la progettazione di un telaio di Formula 1. Honda voleva sostituire il suo "telaio di casa" RA273, troppo pesante dati i 743 kg, con un telaio più leggero. Da una monoposto destinata a correre nel campionato USAC, Lola sviluppò la Honda RA300 del peso di soli 600 kg. La monoposto, soprannominata "Hondola" dalla stampa specializzata dell'epoca, fece una forte impressione fin dalla sua prima apparizione in gara a Monza durante il Gran Premio d'Italia vinto da John Surtees, la seconda Honda in Formula 1. Nel 1968 Honda sviluppò internamente, con i designer Yoshio Nakamura e Shoichi Sano, la sua monoposto RA301 e Lola lasciò la Formula 1.
Nel 1974 Lola tornò in Formula 1 fornendo il telaio T370 al team Embassy-Hill a Graham Hill. L'anno successivo lasciò la Formula 1 dopo quattro eventi quando, per mancanza di risultati, Hill decise di progettare internamente il proprio telaio da corsa.

## Collaborazione con Haas Lola e Scuderia Italia
Nel 1984 e nel 1985 il nome di Lola ricomparve in Formula 1 ma solo per ragioni pubblicitarie.  Carl Haas, imprenditore americano e importatore ufficiale di Lola Cars in Nord America, fonda il suo team di Formula 1, con sede a Colnbrook, in Inghilterra. L'ha battezzata Team Haas Lola perché voleva che gli spinoff pubblicitari legati al prestigioso nome di Lola andassero a beneficio della sua azienda di importazione.  Tuttavia, l'azienda di Eric Broadley non è coinvolta nella progettazione di monoposto.
Dal 1987 al 1991 Lola progetta e costruisce le monoposto per il team francese Larrousse.  L'ultima collaborazione tra Lola e un team di Formula 1 è la realizzazione della Lola T93/30 preparata per la BMS Scuderia Italia per la stagione 1993.
Nonostante un coinvolgimento in Formula 1 che abbraccia più di trentacinque anni, il record dei tracciati compiuti dalla Lola è non è niente che di meno una pole position (John Surtees al Gran Premio d'Olanda nel 1962) e tre podi (Surtees al Gran Premio di Germania 1962 e Gran Premio di Gran Bretagna 1962 e Aguri Suzuki al Gran Premio del Giappone 1990).
Verso un impegno da Lola nel 1994 fino al rinvio nel 1995.
Nel settembre 1993, Lola Cars e Scuderia Italia hanno concluso amichevolmente la loro partnership, sostenendo che l'associazione tra il T93/30 e il motore Ferrari,non consentendo di generare una deportanza aerodinamica sufficiente, era la causa delle scarse prestazioni della sua monoposto. La casa britannica annuncia inoltre di voler entrare in Formula 1 con un proprio team dal 1994, con la T95/30 (questa è poi chiamata T94/30 dalla stampa specializzata), allora in preparazione,ma avverte che questa l'impegno dipende dalla sua fornitura di motore e dai contratti di sponsorizzazione che Lola firmerà.  Infine,due mesi dopo,Lola, che produce anche telai Formula 3000 e IndyCar,posticipa il suo arrivo in Formula 1 al 1995,non avendo i mezzi finanziari per allestire una propria struttura. Se gli osservatori possono pensare che lo sviluppo del T94/30 sia uno spreco di denaro, Mike Blanchett, il direttore di Lola, mette in prospettiva spiegando un programma di test previsto per il 1994, e che le norme tecniche relative agli ausili elettronici, incerte, costituisce un rischio per il produttore di Huntington.

## Il design della monoposto
Per rafforzare la sua squadra,Lola Cars assume Brett Trafford come direttore marketing per l'azienda britannica.  Disertore del team Jordan Grand Prix, ha ricoperto questo incarico anche alla Benetton Formula tra il 1989 e il 1991. La Lola T95/30 è progettata da Julian Cooper, ex ingegnere della Benetton Formula,e Chris Saunders, aerodinamico del Williams F1 Team. È testato in galleria del vento su una scala del 40% presso il Cranfield Institute ed è alimentato da un motore Ford-Cosworth ED V8 da tre litri.
La Lola T95/30 ha un classico telaio monoscocca stampato in fibra di carbonio e alluminio a nido d'ape, con una massa di 35 chilogrammi e uno spessore di 20 millimetri.  È la prima monoposto a soddisfare il regolamento tecnico della Formula 1 nel 1995. Si distingue in particolare per un peso aumentato a 595 chilogrammi, pilota compreso.  Senza pilota, la monoposto pesa 525 chilogrammi, con una distribuzione dei pesi del 42% all'anteriore e del 58% al posteriore. È anche appesantito da dieci chilogrammi di zavorra di basalto. Il T95/30 è inoltre caratterizzato da uno spoiler anteriore che non supera i 25 centimetri di altezza rispetto allo scafo,uno spoiler posteriore ribassato,un jabroc obbligatorio di 10 millimetri sotto il fondo piatto,un cofano motore la cui altezza è limitato a 95 centimetri dal fondo piatto, un serbatoio a capacità libera e un pozzetto allargato. Un'altra novità è il fondo piatto,più largo di 30 centimetri ed esteso all'asse posteriore,che ha causato problemi durante il trapianto del motore Ford-Cosworth V10. La parte posteriore della monoposto è molto meno lavorata rispetto ad altre vetture di Formula 1 della sua generazione, la principale differenza sta nell'assenza del diffusore della T95/30. Questa, secondo le nuove normative vigenti, non è dotata di air box a livello motore (dispositivo per il controllo della pressione dell'aria del motore e che la scaricava attraverso le trombe di aspirazione.);  in cambio,il blocco viene gonfiato con 35 cavalli in più. Tuttavia, quest'ultima norma è stata abrogata alla fine del 1994 e il T95/30 è apparso dotato di air box e di un diffusore posteriore dopo la sua presentazione al pubblico.
Tuttavia, la T95/30 non è destinata a gareggiare nel Campionato Mondiale di Formula 1 1995, tanto più che Lola non ha pagato alla FIA la cauzione di 500.000 dollari per entrare nel campionato.  Eric Broadley giustifica questo nuovo rinvio al 1996 sul fatto che l'azienda desidera integrare la disciplina solo se ha un "alto livello di concorrenza" e che il budget fino ad allora raccolto è ancora insufficiente per raggiungere questo obiettivo.
Il T95/30 è stato presentato alla stampa l'8 dicembre 1994.

## Un solo test nel dicembre 1994
La T95/30 è stata affidata al britannico Allan McNish, allora ex collaudatore del team Benetton Formula, recentemente vice-campione del mondo costruttori.  Nel dicembre 1994 ha condotto una breve prova di rodaggio sul circuito di Silverstone;questo processo era inizialmente previsto per novembre, ma è stato rinviato poiché Lola ha cercato finanziamenti.
Dopo quel test, che è stato punteggiato da un problema di avviamento del motore, McNish considera il T95 / 30 una "piccola macchina forte e buona" con cui è facile lavorare.  Julian Cooper, che ha sviluppato la monoposto, dichiara che questa monoposto è ben progettata ma che il lavoro di sviluppo è ancora lungo e deve concentrarsi sul carico aerodinamico, ridotto del 25% rispetto alla precedente generazione di monoposto, e su sospensioni.
Nel febbraio 1995 Lola assunse come collaudatore il sudafricano Stephen Watson ma tutto lascia pensare che il burn-in di Silverstone sia l'unica uscita in pista della T95/30,tanto più che il costruttore ne rimanda finalmente il ritorno in Formula 1 per il 1997. In questa data è stata venduta ad un collezionista dopo la pubblicazione di un annuncio pubblicitario su Autosport.

## Piloti
La Lola puntava su Allan McNish,ex pilota della Lola ai tempi della F3000.
Per il secondo ruolo, si pensava o di utilizzare Stephen Watson o a metà stagione di ingaggiare Mark Blundell.